# L'Île aux trente cercueils
L'Île aux trente cercueils é uma minissérie francesa de 1979, livremente adaptada do romance de Maurice Leblanc con Claude Jade (Véronique d'Hergemont)
Uma 1979 série de televisão adaptação do livro de Maurice Leblanc foi dirigido por Marcel Cravenne . É estrelado por Claude Jade como Véronique d'Hergemont, uma protagonista feminina, que está na corrida e na busca de seu pai e seu filho, envolvido em aventuras horríveis em um fantástico ilha. Foi transmitida em Portugal na RTP 2 pelas 21h25, às sextas-feiras, de 16 de julho / 13 de agosto de 1982

## Elenco
- Claude Jade como Véronique d'Hergemont
- Yves Beneyton como Philippe Maroux
- Jean-Paul Zehnacker como Alexis Vorski
- Georges Marchal como Antoine d'Hergemont
- Pascal Sellier como François d'Hergemont
- Julie Philippe como Elfride
- Marie Mergey  como Honorine
- Peter Semmler  como Otto
- Jean-René Grossart  como Conrad

## Sinopse
A ação decorre em França, 1917. Véronique d'Hergemont (Claude Jade) lamenta a morte de dois parentes há 14 anos. Ela se casou com o conde Vorski contra a vontade do pai. Depois de perceber que o seu próprio pai raptara o miúdo para o proteger, ela abandonara Vorski, que entretanto provou ser um perigoso mitómano. De repente, ela aprende sobre o assassinato de seu marido. Sua pesquisa também vai levá-la no caminho de seu pai e seu filho, a quem ela acreditava morto em anos de naufrágios anteriores. Em um filme, ela vê suas iniciais "V d'h" na porta de madeira da casa de uma cabana. Ela viaja para o local na Bretanha. Na cabana, ela encontra um homem morto com a mão decepada. E ao lado dele um pedaço de papel com profecias horríveis: “Quatro mulheres na cruz, pedra de deus que dá vida ou morte, trinta caixões para trinta vítimas nos anos 14 e 3”. Quando Véronique chega à misteriosa ilha de Sarek, os residentes estão condenados à morte. Véronique luta contra forças sinistras.
Spoiler: Depois de sua chegada, ela tem que ver seu filho atirar em seu pai. O pai moribundo implora a Véronique para deixar a ilha. Após um massacre de 21 ilhéus em fuga, a confidente de Véronique, a governanta Honorine, atira-se à sua morte. Ela também não pode salvar as três velhas irmãs Archignat, que estão crucificadas. Logo Véronique está sozinha na ilha com o cão de seu filho. Mas acontecimentos mais terríveis acontecem, que Véronique deve desafiar corajosamente...

## Produção
O romance de Maurice Leblanc aparece junto com Véronique no final de seu personagem usual, Arsène Lupin. A adaptação televisiva retira Lupin de cena.
Filmado em Morbihan, Château de Kerran à Arradon, Château de Kerherneigan à Crac’h, Ile aux Moines, Ile Irus, Seine-et-Marne, Château de Champs-sur-Marne.